# Nuestros ríos son navegables

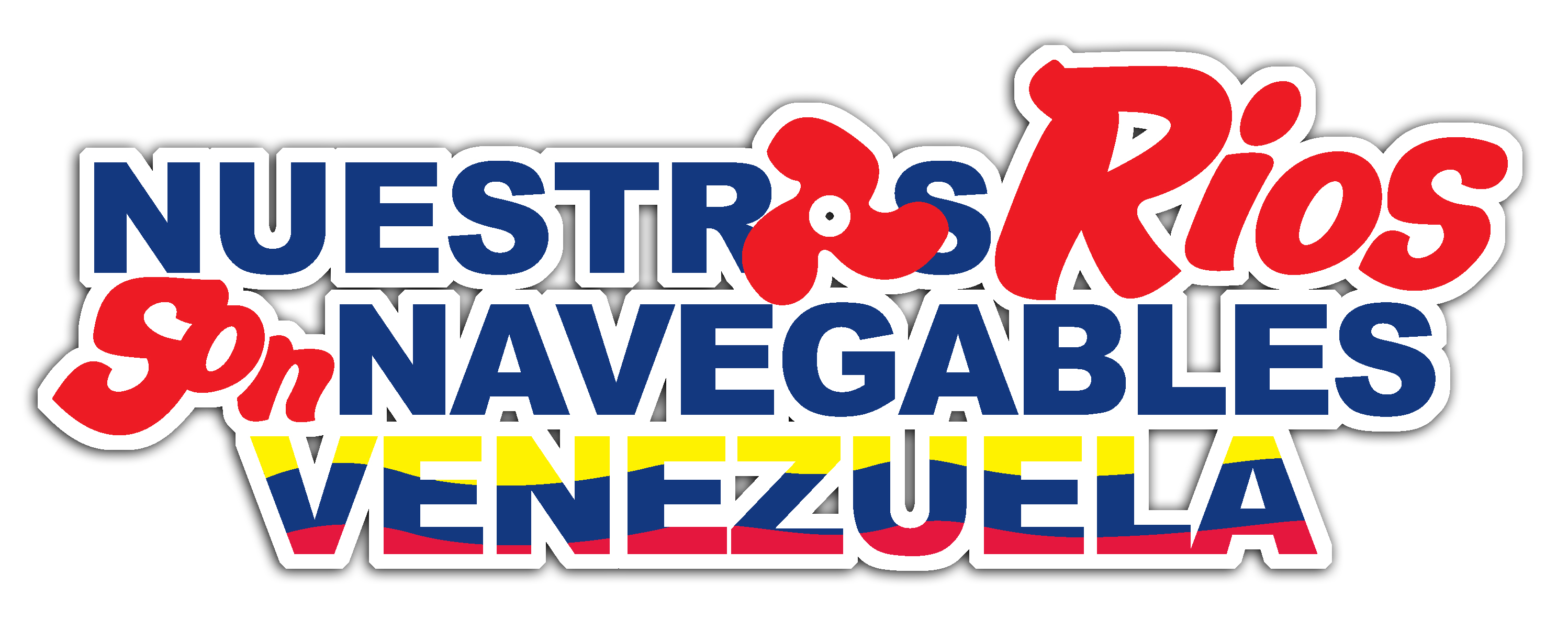
Logo de la asociación Nuestros Ríos Son Navegables

Nuestros Ríos Son Navegables,esta iniciativa data desde 1973 y sus patrocinadores fueron la Federación Nacional de Motonáutica y el Ministerio de Obras Públicas. Para el primer rally que se realizó en agosto o septiembre de 1973 se acuno el lema "Nuestros Rios son Navegables". De aquí en adelante debe verificarse la certitud de la información contenida en el artículo. Fundada en 1973, es una asociación civil sin fines de lucro que se encarga de realizar el rally náutico internacional más largo del mundo a través de los ríos de Venezuela, demostrando que es posible navegar el eje fluvial Orinoco – Apure, al mismo tiempo que contribuye a la integración fluvial suramericana. Dicha competencia, logra conjugar el más exaltado espíritu deportivo con miras a la protección de la naturaleza, promover la sana recreación familiar, además de ser una oportunidad para incentivar e impulsar el turismo a través de la imponente geografía venezolana. También busca promover el desarrollo de obras sociales, ya que durante la travesía este grupo de personas se encargan de efectuar donaciones, operativos médicos y recreativos para todas las comunidades ribereñas que se visitan.

## Trayectoria del recorrido fluvial
Se cumple en 8 días de navegación llenos de adrenalina y emoción, donde se recorren alrededor de 2000 km bajo los ríos Apure, Cunaviche, Atamaica, Capanaparo, Arauca, Payara, Parguaza, Cinaruco, Caura, Orinoco y Caroní entre otros, tocando de esta manera 05 estados venezolanos como son Amazonas, Anzoategui, Apure, Bolívar y Guarico. También en esa travesía se hace una breve parada en tierras colombianas, específicamente en la población de Puerto Carreño, Departamento de Vichada.

## XLIII Edición NRSN 2016
Para el año 2016, se llevo a cabo la XLIII edición del evento Nuestros Ríos Son Navegables, y conto con una participación de 120 embarcaciones, convirtiendo así a Nuestros Rios Son Navegables en una competencia náutica familiar idónea para amantes de la aventura, el turismo y la velocidad.

## XLVII Edición NRSN 2022
Del 11 al 17 de septiembre se realizo la XLVII edición de Nuestros Ríos Son Navegables. Este rally con reconocido por ser el recorrido más largo del mundo en aguas dulces, se suspendió durante dos años a raíz de la pandemia de COVID-19.

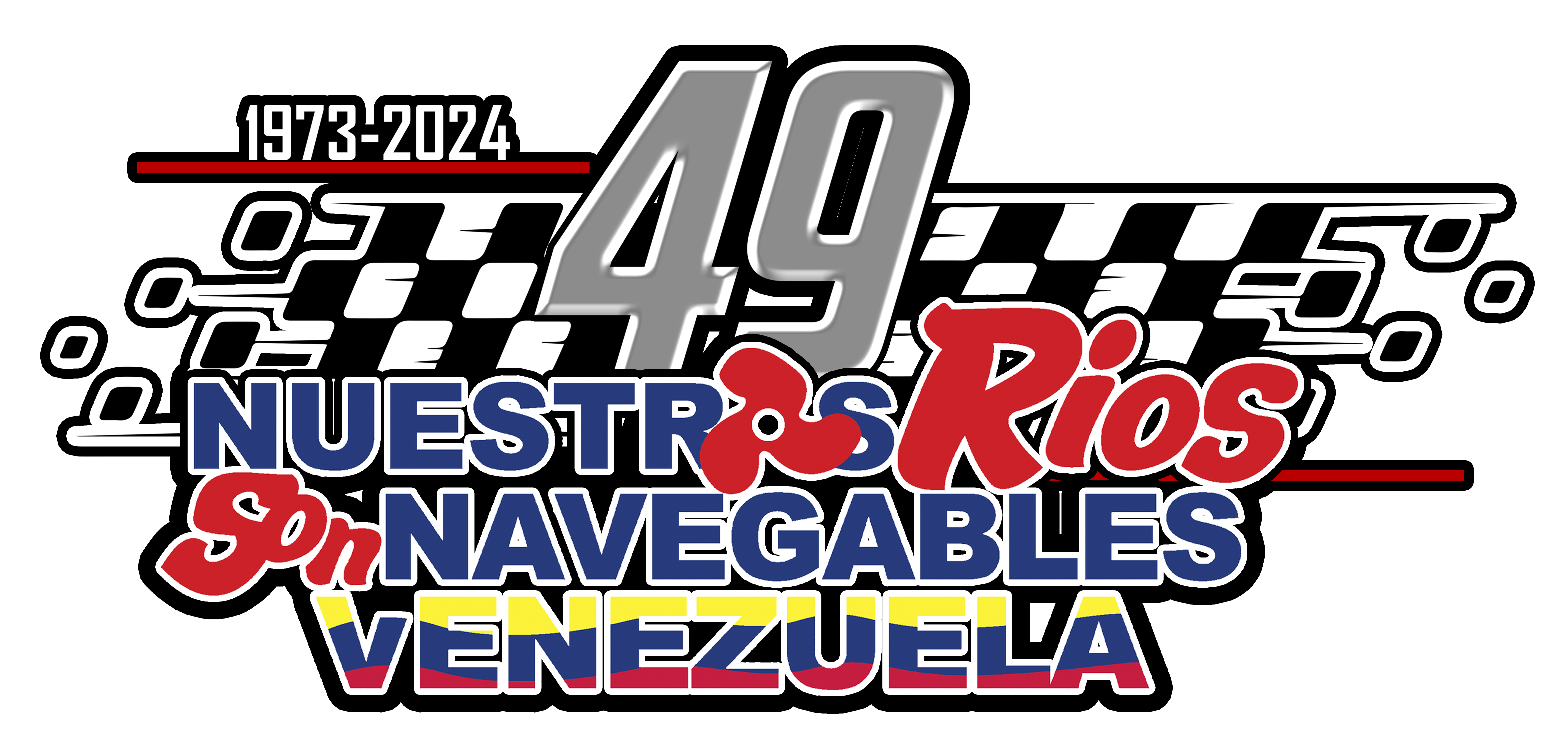

## XLIX Edición NRSN 2024
La XLIX edcion de NRSN 2024 se realizo del 07 al 14 de Septiembre, teniendo como ciudad sede a la capital del Edo. Amazonas, Puerto Ayacuchos, y recorriendo 05 estados de Venezuela (Amazonas, Apure, Guarico, Anzoategui y Bolivar), y haciendo una breve pero importante parada en la ciudad de Puerto Carreño, Departamento del Vichada, Colombia. Tambien se navego el rio Cinaruco, Edo. Apure, el cual fue del agrado de todos los participantes, Esta edicion se realizo en honor al Capitan David Parra.

## Categorías participantes
NRSN posee un total de Once (11) categorías las cuales a su vez se dividen en dos grupos, el grupo Nº 1 denominado RACING que conforman LRL, CR2, LR1, VD2, VD1, y VR1, y el grupo Nº 2 denominado FAMILIAR conformado por VF1, VF2, VT1, VF2, Y MD1. Cabe destacar que las embarcaciones son clasificadas según sus características (tipo de casco, prestancia, eslora) así como el número y la potencia de su(s) motor(es)

## Historia
La naturaleza le dio fuerza y la templanza de sus corrientes. Venezuela lo veneró y lo contempló como el río de mayor caudal y afluencia. Sus corrientes lo hicieron inminente y el amor de sus rallystas lo hicieron cada vez más fuerte. Este es el río Orinoco, el cual concedió la oportunidad de convertirse en el protagonista de los deportes extremos y de las experiencias más anheladas por sus seguidores. Permitió transformarse en el pionero de la competencia más larga del mundo[cita requerida] y le concedió a sus creadores, Peter Tejera y Fernando Capriles, Jaime Marine Presidente de la Federación de Motonáutica para la fecha formar parte de su vida, otorgándoles la oportunidad de realizar año tras año la competencia náutica de mayor envergadura en el ámbito nacional e internacional.
Todo surgió en la ciudad de Londres y cobro fuerza en Caracas, donde se unieron Karl Wallner y Pedro Etayo para dar origen a lo que se convirtió en la competencia de navegación fluvial más extensa, demostrando la posibilidad de surcar el eje Orinoco – Apure. En 1973 se abrieron las puertas de la Asociación Civil Nuestros Ríos Son Navegables (NRSN), la cual ha realizado por 41 años consecutivos, el rally que reúne a más de 1200 lancheros, personal de apoyo, logística y productores, de todo el territorio nacional e internacional, para llevar a cabo una travesía por los ríos venezolanos, donde se conjuga el deporte extremo, el turismo, la preservación del medio ambiente y la hermandad.
Desde 1973, Cabuyare, Capanaparo, El Jobal, Suapure, La Urbana, Cunaviche, Piedra Parguaza, Puerto Carreño, Puerto Ayacucho, El Cinaruco, Parmana, Caicara del Orinoco, Mapire, El Caura, Maripa, Santa Cruz del Orinoco, Ciudad Bolívar y Puerto Ordaz, se han vestido de gala para recibir en los meses de agosto y septiembre, a los lancheros que realizan el recorrido más largo del mundo, el Rally Internacional Nuestros Ríos Son Navegables

## Record de Velocidad
El récord de velocidad fue impuesto en el 2012 por el Capitán David Parra en su embarcación Daddys Money, con una velocidad tope de 143 MPH, obteniendo un tiempo de 28 min y 32 seg en 65 millas de recorrido en la etapa comprendida desde Ciudad Bolívar hasta Puerto Ordaz.

## Nuestros Rios Son Navegables y el Ecosistema
En los últimos años, los motores Fuera de Borda 2 tiempos de competencia y familiares, se han venido ajustando a una serie de técnicas de construcción de última generación que son hasta un 95% menos contaminantes que los motores 2 tiempos convencionales, avalados así con la certificación internacional de la Agencia de Protección Ambiental de California (CARB). Estos motores permiten que el nivel de contaminación sea mínimo, con un sistema de combustión que disminuye en forma considerable el nivel de contaminación ambiental. Este tipo de motor es de uso OBLIGATORIO en NRSN, así como el uso de aceites certificados como biodegradables.
Así mismo, los reglamentos internos de competencia obligan a los participantes a cumplir con una serie de medidas que están dirigidas a la conservación del medio ambiente. Entre ellas tenemos las siguientes:
- Ningún competidor podrá lanzar al agua o en los sitios de pernocta, desechos de sólidos, ya que serán amonestado y penalizados por el comité organizador del evento, al extremo que puede ser expulsados de la competencia.
- Los desechos sólidos producidos por los competidores, deben ser recogidos por cada uno de ellos y depositados en los sitios o comunidades donde se preste el servicio urbano de aseo y limpieza, para su posterior retiro a través de este servicio domiciliario.
- Durante el suministro de gasolina, cada embarcación debe disponer de una persona que permanentemente este controlando el llenado de los tanques de las respectivas embarcaciones. Todo ello para poder garantizar derrames de gasolina cuando los tanques lleguen a su nivel máximo.

## Organización NRSN
La estructura organizativa de A.C Nuestros Ríos Son Navegables está conformada por una Junta Directiva de 07 miembros, 01 comisario, un Tribunal disciplinario y un comité electoral. La misma es elegida por los miembros asociados bajo la modalidad de voto en Asamblea Ordinaria y tiene una duración de 2 años. Los miembros de la Junta Directiva podrán optar a una sola reelección. 
La Junta Directiva para el periodo 2024-2025 está conformada por:     
- Presidente: DANIEL URDANETA
- Vicepresidente: ARGENIS CORREA
- Tesorero: SIMON COTUA
- Secretario: JORGE FREITES
- Director: BEREND ROOSEN
- Director: GERMAN MEJIAS
- Director: ALVARO PAZOS
- Comisario: BARTOLO TORREALBA

## Información
Nuestros Ríos Son Navegables tiene sus oficinas ubicadas en la instalaciones del Club Náutico Caroní de Ciudad Guayana, Edo. Bolívar, Venezuela.